# Gina Miles
Gina Miles (n. 27 noiembrie 1973, California, SUA) este o sportivă ce a reprezentat Statele Unite ale Americii, medaliată olimpică. A participat la o ediție a Jocurilor Olimpice (2008) în care a câștigat o medalie de argint.

## Participări
Lista de mai jos prezintă principalele competiții la care a participat Gina Miles de-a lungul carierei.
- equestrian at the 2008 Summer Olympics – individual eventing[*]